# X-COM: Email games
X-COM: Email games fue parte de una serie de videojuegos de bajo presupuesto lanzado en 1999 por Hasbro Interactive para Windows que se basó únicamente en el juego por correo.

## Visión general
Cuando aparecieron los primeros rumores, la mayoría de los jugadores esperaban un juego completo con nuevas tecnologías y promociones a medida que el juego avanzaba, pero el finalmente resultó que solo tenía misiones solas con unidades colocadas recibiendo solo una tibia bienvenida de admiradores. Aunque esto tuvo 50 mapas (10 para cada ajuste - Urbano, OVNI, Hielo, Base de X-COM y Base alienígena), no había ningunas diferencias significativas entre ellos y eran todos pequeños.